# رامبول
رامبول (انگلیسی: Ramboll) شرکت مهندسی دانمارکی است، که در سال ۱۹۴۵ توسط بورگ یوهانس رامبول تأسیس شد.